# Franz Xaver Krendl
Franz Xaver Krendl ( 1926, Viena) es un botánico austríaco.

## Investigaciones
Sus investigaciones han hecho foco en la cariología, evolución molecular y comparativa, y en biosistemática; en un enfoque interdisciplinario.

## Algunas publicaciones
- anselm Krumbiegel, arndt Kästner, Franz x. Krendl. 1993. Sekundäres Dickenwachstum von Sproß und Wurzel bei annuellen Dicotylen. Volumen 4 de Biosystematics and Ecology Series. Editor Österreichische Akademie der Wissenschaften, 112 pp. ISBN 3700121164

## Honores

### Epónimos
- (Brassicaceae) Erysimum krendlii Polatschek[3]